# Alepidomus
Alepidomus is een monotypisch geslacht van straalvinnige vissen uit de familie van de koornaarvissen (Atherinidae).

## Soort
- Alepidomus evermanni (Eigenmann, 1903)